# Диены

Бутадиен-1,3

Алкадие́ны (дие́ны, дие́новые углеводоро́ды, диолефи́ны) —  ациклические непредельные углеводороды, содержащие две двойных связи углерод-углерод, образующие гомологический ряд с общей формулой CnH2n-2.
Атомы углерода при двойных связях находятся в состоянии sp-гибридизации.
Простейшим алкадиеном является пропадиен (C3H4), относящийся к кумулированным диенам.
По номенклатуре «IUPAC», названия алкадиенов образуются от названий соответствующих алканов заменой суффикса «-ан» на «-дие́н». Положение двойных связей указывается арабской цифрой.

## Классификация
В зависимости от взаимного расположения кратных связей, диены подразделяются на три группы:
1) Диены с алле́новыми (кумули́рованными) связями (1,2-диены): CH2=С=CH2;
2) Диены с сопряжёнными связями: двойные связи разделены одной одинарной связью (1,3-диены): СH2=CH−CH=CH2;
3) Диены с изоли́рованными связями: двойные связи разделены более, чем одной одинарной: CH2=CH−(CH2)n−CH=CH2, где n ≥ 1;
Гетероаналоги диенов, в которых один из ненасыщенных углеродных атомов замещён гетероатомом, называются гетеродиенами.
Обычно к диенам относят ациклические и циклические 1,3-диены, образующие гомологические ряды общих формул {\displaystyle C_{n}H_{2n-2}} и {\displaystyle C_{n}H_{2n-4}} соответственно, ациклические диены являются структурными изомерами алкинов.

## Гомологический ряд
Гомологический ряд алкадиенов:
| Название диена            | Химическая формула |
| Пропадиен                 | C3H4               |
| Бутадиен (дивинил)        | C4H6               |
| Пентадиен-1,3 (пиперилен) | C5H8               |
| Гексадиен                 | C6H10              |
| Гептадиен                 | C7H12              |
| Октадиен                  | C8H14              |
| Нонадиен                  | C9H16              |
| Декадиен                  | C10H18             |

## Физические свойства
Низшие диены — бесцветные легкокипящие жидкости (температура кипения изопрена 34 °C; температура кипения 2,3-диметил-1,3-бутадиена 68,78 °C; температура кипения 1,3-циклопентадиена 41,5 °C). 1,3-Бутадиен и аллен (1,2-пропадиен) — газы (Tкип −4,5 °C и −34 °C соответственно).
Сопряжённые диены существуют в виде двух конформаций — цисоидной (s-цис-форма) и трансоидной (s-транс-форма), способных переходить друг в друга, более устойчивой является s-транс-форма:

## Химические свойства
Реакционная способность диенов определяется спецификой сопряжения двойных связей — если для диенов с изолированными двойными связями реакционная способность аналогична реакционной способности алкенов, то в случае алленов и 1,3-диенов эффекты сопряжения ведут к специфике реакционной способности этих классов соединений.

### Реакции алленов
Центральный sp-гибридизованный атом углерода в алленах является электрофильным центром, поэтому, в отличие от не активированных электронакцепторными заместителями алкенов, аллены реагируют с мягкими нуклеофилами, образуя винильные и аллильные производные:
{\displaystyle {\mathsf {CH_{2}\!\!=\!\!C\!\!=\!\!CH_{2}+PhSH}}\rightarrow {\mathsf {CH_{2}\!\!=\!\!C(SPh)\!\!-\!\!CH_{3}+CH_{2}\!\!=\!\!CH\!\!-\!\!CH_{2}SPh}}}
Электрофильность sp-гибридизованного атома алленов повышается электроноакцепторными группами, в этом случае присоединение нуклеофила идёт исключительно по этому атому:
{\displaystyle {\mathsf {CH_{2}\!\!=\!\!C\!\!=\!\!CHCOOR+NuH}}\rightarrow {\mathsf {CH_{2}\!\!=\!\!CNuCH_{2}COOR+CH_{3}C(Nu)\!\!=\!\!CHCOOR}}}
Гидратации аллена в условиях кислотного катализа присоединение протона идёт по терминальному углероду, образующийся при этом енол далее таутомеризуется в ацетон:
{\displaystyle {\mathsf {CH_{2}\!\!=\!\!C\!\!=\!\!CH_{2}+H_{2}O}}\rightarrow {\mathsf {[CH_{2}\!\!=\!\!C(OH)CH_{3}]}}\rightarrow {\mathsf {CH_{3}COCH_{3}}}}
Под действием щелочей или кислот аллены могут претерпевать прототропные перегруппировки в 1,3-диены:
{\displaystyle {\mathsf {RCH_{2}CH\!\!=\!\!C\!\!=\!\!CH_{2}}}\rightarrow {\mathsf {RCH\!\!=\!\!CHCH\!\!=\!\!CH_{2}}}}

### Реакции 1,3-диенов
Специфика реакционной способности 1,3-диенов обусловлена мезомерией вследствие сопряжения двойных связей:
Результатом является то, что в случае электрофильного присоединения к сопряжённым диенам типичны реакции 1,4-присоединения, идущие через промежуточное образование резонансно стабилизированных аллильных карбокатионов:
{\displaystyle {\mathsf {CH_{2}\!\!=\!\!CH\!\!-\!\!CH\!\!=\!\!CH_{2}+X^{+}}}\rightarrow {\mathsf {XCH_{2}\!\!-\!\!CH\!\!=\!\!CH\!\!-\!\!CH_{2}^{+}}}}
{\displaystyle {\mathsf {XCH_{2}\!\!-\!\!CH\!\!=\!\!CH\!\!-\!\!CH_{2}^{+}+Y^{-}}}\rightarrow {\mathsf {XCH_{2}\!\!-\!\!CH\!\!=\!\!CH\!\!-\!\!CH_{2}Y}}},
где Х — это Hal, H, а Y — это Hal, OH
Сопряжённые диены легко полимеризуются по механизму 1,4-присоединения, реакция полимеризации 1,3-диенов лежат в основе синтеза диеновых каучуков.
Диены также реагируют с алкенами и другими соединениями — диенофилами с активированной электронакцепторными заместителями кратной связью, образуя продукты [4+2]-присоединения (реакция Дильса — Альдера)

## Получение
- Синтез С.В. Лебедева:

{\displaystyle {\mathsf {CH_{3}\!\!-\!\!CH_{2}\!\!-\!\!OH+CH_{3}\!\!-\!\!CH_{2}\!\!-\!\!OH}}{\stackrel {Al_{2}O_{3},ZnO,t}{\longrightarrow }}{\mathsf {CH_{2}\!\!=\!\!CH\!\!-\!\!CH\!\!=\!\!CH_{2}+2H_{2}O+H_{2}\uparrow }}}
Формально эту реакцию можно представить как дегидратацию двух молекул этилового спирта с одновременным межмолекулярным дегидрированием.
- Элиминирование галогенопроизводных алканов спиртовым раствором щёлочи:

{\displaystyle {\mathsf {CH_{2}Br\!\!-\!\!CH_{2}\!\!-\!\!CH_{2}\!\!-\!\!CH_{2}Br+2KOH}}\rightarrow {\mathsf {CH_{2}\!\!=\!\!CH\!\!-\!\!CH\!\!=\!\!CH_{2}+2KBr+2H_{2}O}}}